# Laeste
Laeste – wieś w Estonii, prowincji Rapla, w gminie Kehtna.